# Funció Lipschitz

La funció sinus,, considerant la mètrica euclidiana en ambdós espais, és una funció Lipschitz amb constant Lipschitz.

Dins l'entorn de la matemàtica, una funció f: M → N entre espais mètrics M i N és anomenada Lipschitz contínua (o es diu que satisfà una condició de Lipschitz) si existeix una constant K > 0 tal que d (f(x), f(y)) ≤ K d(x, y) per a tot x i y a M. En aquest cas, K és anomenada la constant Lipschitz de la funció. El nom ve del matemàtic alemany Rudolf Lipschitz.

## Característiques i resultats principals
- Tota funció Lipschitz contínua és uniformement contínua i, per tant, contínua.

- Les funcions Lipschitz contínues amb constant Lipschitz  K  = 1 són anomenades funcions curtes i amb  K  <1 reben el nom de contraccions. Aquestes últimes són les que permeten aplicar el teorema del punt fix de Banach.
- La condició de Lipschitz és una hipòtesi important per demostrar l'existència i unicitat de solucions per a les equacions diferencials ordinàries. La condició de continuïtat de la funció per si sola ens assegura l'existència de solucions (Teorema de Peano), però per poder confirmar la unicitat de la solució necessitem també la condició de Lipschitz (Teorema de Picard-Lindelof).

- Si  U  és un subconjunt de l'espai mètric  M  i  f :  U  →  R  és una funció Lipschitz contínua a valors reals, aleshores sempre hi ha una funció Lipschitz contínua  M  →  R  que estén  f  i té la mateixa constant Lipschitz que  f . (vegeu també teorema de Kirszbraun).

- Una funció Lipschitz contínua  f :  I  →  R , on  I  és un interval En  R , és gairebé pertot diferenciable (sempre, excepte en un conjunt de mesura de Lebesgue zero). Si  K  és la constant Lipschitz de  f , llavors| (f ')  ( x )|≤  K  atès que la derivada existeixi. Contràriament, si  f :  I  →  R  és una funció diferenciable amb derivada fitada,| (f ')  ( x )|≤  L  per a tota  x  a  I , llavors  f  és Lipschitz contínua amb constant Lipschitz  K  ≤  L , una conseqüència de l'teorema del valor mitjà.

## Definicions relacionades
Aquestes definicions calen en el Teorema de Picard-Lindelof i en resultats relacionats amb ell.
- Localitat Lipschitz : Donats M, N, espais mètrics, es diu que una funció {\displaystyle f:M\longrightarrow N} és  localment Lipschitz  si per a tot punt de M existeix un entorn on la funció compleix la condició Lipschitz.
- Funció Lipschitz respecte a una variable : Donats M, N, L espais mètrics, es diu que una funció {\displaystyle {\begin{matrix}f:M\times N\to L\\(t,x)\mapsto f(t,x)\end{matrix}}} és  localment Lipschitz  respecte {\displaystyle x\,} si compleix la condició Lipschitz per punts de N.

## Exemples
Les funcions lineals i les funcions amb derivada fitada són exemples de funcions Lipschitz. Com a corol·lari, les funcions de classe C¹ en un compacte són també Lipschitz.